# Bouboule Ier, roi nègre
Pour les articles homonymes, voir Bouboule.
Pour plus de détails, voir Fiche technique et Distribution.
Bouboule Ier, roi nègre est une comédie d'aventure française réalisée en 1933 par Léon Mathot et sortie en 1934.

## Synopsis
Bouboule est utilisé par des bandits pour passer  des diamants de France au Sénégal illégalement. Les bandits, qui ont pris sur sa tête une assurance-vie, tentent de le faire disparaître au cours du voyage. Après avoir déjoué leurs manœuvres, Bouboule s'installe dans un village sénégalais dont il devient roi. 

## Fiche technique
- Réalisation : Léon Mathot, assisté de Francis Didelot
- Scénario : Francis Didelot et René Pujol
- Photographie : Louis Chaix
- Montage : Aleksandr Uralsky
- Musique : Casimir Oberfeld
- Décors : Ivan Lochakoff et Vladimir Meingard
- Son : Robert Ivonnet
- Producteurs : Louis Aubert  et Joseph N. Ermolieff
- Société de production et distribution :  Gaumont-Franco Film-Aubert (G.F.F.A)
- Format : Noir et blanc - Son mono - 1,37:1 - 35 mm
- Pays d'origine :  France
- Genre : Comédie, Film d'aventure
- Durée : 90 minutes
- Date de sortie : 
  - France : 20 avril 1934

Sources : UniFrance et IMDb

## Distribution
- Georges Milton : Georges Vinot dit Bouboule
- Victor Vina : Herrmann
- Simone Deguyse : Arlette
- Joe Alex : Bango
- André Nox : le commandant
- Monique Casty : la danseuse
- Hugues de Bagratide : Namoro
- Lucien Brûlé : Bastin
- Julien Clément : Cormier
- Théo Légitimus : le petit toto
- Darling Légitimus : non créditée